# Psychotria valleculata
Psychotria valleculata är en måreväxtart som beskrevs av Albert Charles Smith. Psychotria valleculata ingår i släktet Psychotria och familjen måreväxter. Inga underarter finns listade i Catalogue of Life.